# Epigynopteryx africana
Epigynopteryx africana là một loài bướm đêm trong họ Geometridae.